# Lasioserica orlovi
Lasioserica orlovi är en skalbaggsart som beskrevs av Ahrens 2004. Lasioserica orlovi ingår i släktet Lasioserica och familjen Melolonthidae. Inga underarter finns listade i Catalogue of Life.